# Polyscias joskei
Polyscias joskei là một loài thực vật có hoa trong Họ Cuồng cuồng. Loài này được Gibbs miêu tả khoa học đầu tiên năm 1909.